# Dinócrates
Dinócrates (século IV a.C.), ou Quirócrates (Kheirokrates) segundo Estrabão, foi um arquiteto e urbanista ródio e consultor técnico de Alexandre, o Grande. Por volta de 332 a.C., Alexandre o apontou diretor de inspeção e trabalho de planejamento urbano para a cidade de Alexandria, que pôs em prática um plano que foi influente em planejamento da cidade helenística. Ele foi ajudado por Cleómenes de Náucratis, um engenheiro hidráulico. Na Babilônia, projetou o monumento funerário ao general Heféstio (morto em 324 a.C.), que foi descrito por Diodoro Sículo, Arriano, Estrabão, Plutarco e outros. Foi construído de pedra em imitação a um templo babilônio.
Em 323 a.C., Dinócrates colaborou com a reconstrução do Templo de Ártemis em Éfeso — uma das sete maravilhas do Mundo Antigo —, destruído por Heróstrato no dia 21 de julho de 356 a.C., na noite em que Alexandre nasceu.
Trabalhou também, entre outras coisas, em um monumento funerário incompleto para o pai de Alexandre, Filipe II.
Dinócrates é citado por Vitrúvio e Estrabão por seu plano de esculpir no flanco do monte Atos uma colossal escultura de Alexandre, com uma pequena cidade em uma mão e com a outra, esvaziando um rio dentro do mar.

## Fonte
- Museu de tecnologia de Tessalônica: notas biográficas